# Абибуллаев, Мемет Абибуллаевич
Мемет Абибуллаевич Абибуллаев  (17 мая 1904, Богатырь, Таврическая губерния — 8 августа 1983, Долинное, Крымская область) — советский музыкант, кларнетист. Являлся солистом ансамбля песни и танца Ялтинской филармонии и Симферопольского ансамбля песни и пляски. С 1957 года и до конца 1960-х работал в ансамбле «Хайтарма».

## Биография
Родился 17 мая 1904 года в деревне Богатырь Ялтинского уезда в бедной семье. Мать — Хатидже, занималась музыкой.
В пять лет начал играть на кавале, кларнете и свирели. Его учителями стали Сейдамет Шерифов и Бекир-уста. Подрабатывал игрой на свадьбах и творческих вечерах.
В 1930-х года стал сотрудником ансамбля песни и танца при Ялтинской филармонии, где играл на кларнете. Когда в Симферополе появился ансамбль песни и танца, Абибуллаев стал выступать там. В этом время сотрудничал с Асаном Рефатовым, Яя Шерфединовым, Ильясом Бахшишем.
После депортации крымских татар в 1944 году проживал в Узбекской ССР. В 1957 году стал выступать в возрождённом крымско-татарском ансамбле народного танца «Хайтарма». Сольно исполнял на кларнете мелодии «Ашкъ иле яндым» («Сгораю я от любви»), «Чобан авасы» («Пастушья мелодия») и «Одиночество». Покинул ансамбль в конце 1960-х. Записал пять грампластинок. На двух из них он играет на кавале, а на других — на кларнете в сопровождении инструментального ансамбля под руководством Ф. Алиева. Последняя пластинка «Народные мелодии крымских татар» была записана в 1971 году.
Скончался 8 августа 1983 года в селе Долинное Бахчисарайского района.

## Семья
Супруга — Эмине ханум. Сын — Неджип.